# 奥匈帝国铁甲舰列表

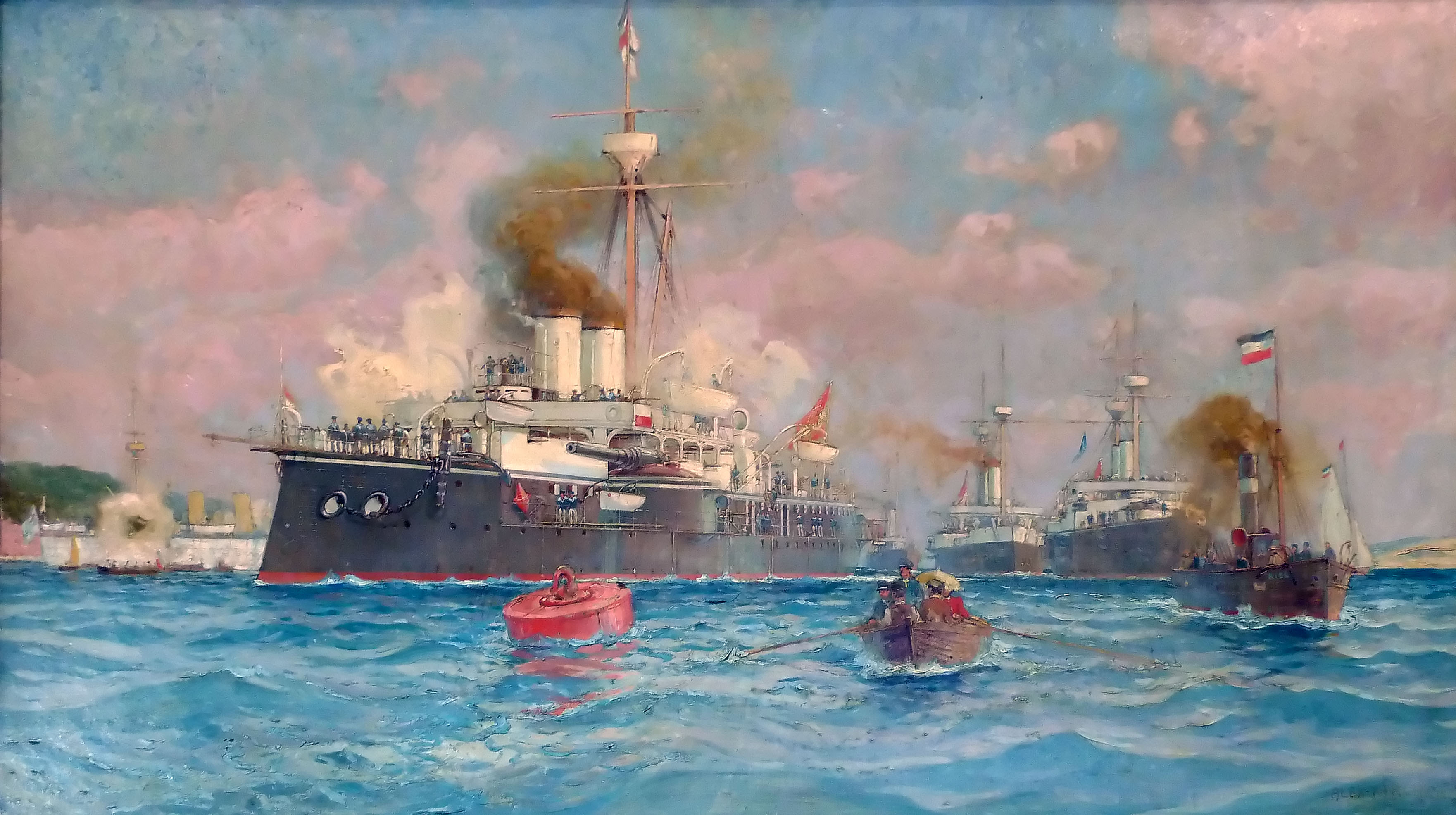
1890年一幅奥匈帝国海军支队在基尔的油画，画面上由“鲁道夫皇储”号铁甲舰带队

奥匈帝国铁甲舰列表收录所有奥地利海军以及后期奥匈帝国海军建造、服役的铁甲舰。为了与意大利皇家海军进行军备竞赛，奥地利海军建造了一系列军舰。这其中包括其第一代铁甲舰，这一批铁甲舰全都为船旁列炮铁甲舰。包括德拉赫级两舰：“德拉赫”号和“火蜥蜴”号，马克斯皇帝级的“马克斯皇帝”号、“欧根亲王”号和“奥地利的胡安”号，以及费迪南·马克斯大公级下的“费迪南·马克斯大公”号和“哈布斯堡”号。这七艘铁甲舰组成了奥地利海军舰队的核心并在1866年的利萨海战中击败了意大利皇家海军。
在这次海战中因指挥官威廉·冯·特格特霍夫对撞击战术的成功使用，使得奥匈帝国新的铁甲舰设计改为易于向前后方向开火的中央炮房舰。这其中就包括“利萨”号、“库斯托扎”号、“阿尔布莱希特大公”号和重新改装后的“皇帝”号。这些舰只此后没有参与重大的军事活动并逐渐被淘汰出作战序列。而在特格特霍夫去世后，其接替者弗里德里希·冯·波克艰难地设法从议会获得了一些资金以用旧马克斯皇帝级的部分零部件重建了三艘新的马克斯皇帝级铁甲舰：“马克斯皇帝”号、“奥地利的胡安”号和“欧根亲王”号。此外还在1876年新建了一艘中央炮房舰“特格特霍夫”号。露炮台舰“鲁道夫皇储”号最终在波克卸任后才开始建造，这也是奥匈帝国首艘采用组合装甲的主力舰。接替波克上任的马克西米利安·多布雷斯基·冯·斯坦内克也借重建旧舰只的名义建造了“斯蒂芬妮大公妃”号。
这些舰只部分在19世纪末被报废拆解，部分在一战结束后因奥匈帝国的战败而被作为战争赔偿转交给战胜国并在1920年代前后被报废拆除，仅有“阿尔布莱希特大公”号一直留在意大利海军中服役至二战结束后。

## 历史
在1860年代至1880年代期间，奥地利海军以及之后的奥匈帝国海军拥有一支由17艘铁甲舰组成的舰队，其中包括船旁列炮铁甲舰、中央炮房舰以及露炮台舰等。1860年代，奥地利与意大利进行了激烈的铁甲舰军备竞赛。在此期间，前者建造了其第一代铁甲舰，其中包括德拉赫级、马克斯皇帝级以及费迪南·马克斯大公级。这七艘船旁列炮铁甲舰组成了奥地利舰队的核心，并在1866年7月的利萨海战中击败了意大利皇家海军。在这次海战中，奥地利海军指挥官威廉·冯·特格特霍夫成功对使用撞击战术击毁了意大利海军舰只，从而以弱势兵力赢得了战斗。这一战法的成功实践影响了特格特霍夫在1860年代末到1870年代初对奥匈帝国海军第二代铁甲舰的规划。这批舰只，包括“利萨”号、“库斯托扎”号、“阿尔布莱希特大公”号和接受改建的“皇帝”号都属于中央炮房舰。这一类舰只强调对舰首和舰尾方向的射击能力。而这一性能是撞击战术中的必要条件，因为在舰只在撞击时无法使用舷侧火炮，只能依赖前后向的火炮进行对敌攻击。
1871年特格特霍夫去世后，弗里德里希·冯·波克接替他成为奥匈帝国海军的领导者。然而，波克缺乏像特格特霍夫一样的威望，而且很难从奥匈帝国议会获得资金用于建造新的铁甲舰。在1870年代中期，波克采用了一些手段建造三艘新的马克斯皇帝级铁甲舰，表面上是对早期同名舰只的简单重建，但在新舰中几乎没有复用任何旧款设计。此后，波克又获得议会关于两艘新舰的建造批准，分别是1876年的中央炮房舰“特格特霍夫”号以及1881年的露炮台舰“鲁道夫皇储”号。波克的继任者马克西米利安·多布雷斯基·冯·斯坦内克也使用了同样的伎俩，为“斯蒂芬妮大公妃”号获得了建造资金。
由于海军预算微薄，在整个19世纪末期，奥匈帝国的第二代铁甲舰都没有出现重大活动。到1900年代初期，仍在海军库存中的舰艇已被降格为执行港口防御或训练演习等次要任务，仅有“鲁道夫皇储”号仍旧作为警备舰在运作。该舰也是第一次世界大战期间奥匈帝国唯一服役的铁甲舰。因奥匈帝国的战败，大部分残存的奥匈帝国铁甲舰在一战后被作为战利品引渡给意大利，而“鲁道夫皇储”号和“马克斯皇帝”号则被交给南斯拉夫王家海军。大多数被移交的舰只在1920年代被拆解，仅有“阿尔布莱希特大公”号被改装成军营船还留存在意大利海军旗下，一直运作到1950年。
| 主炮   | 主炮的数量和类型                                     |
| 装甲   | 舰体装甲最大厚度                                     |
| 排水量 | 战斗状态下满载排水量                                 |
| 推进器 | 传动轴的数量，推进系统的类型、可提供的最高航速和功率 |
| 服役   | 舰只开建和结束建造的日期以及其最终结局               |
| 开建   | 开始安放龙骨的日期                                   |
| 下水   | 舰只下水的日期                                       |
| 完工   | 舰只完成建造、交付使用的日期                         |
| 结局   | 舰只最终结局（例如沉没、拆解）                       |

## 船旁列炮铁甲舰

### 德拉赫级

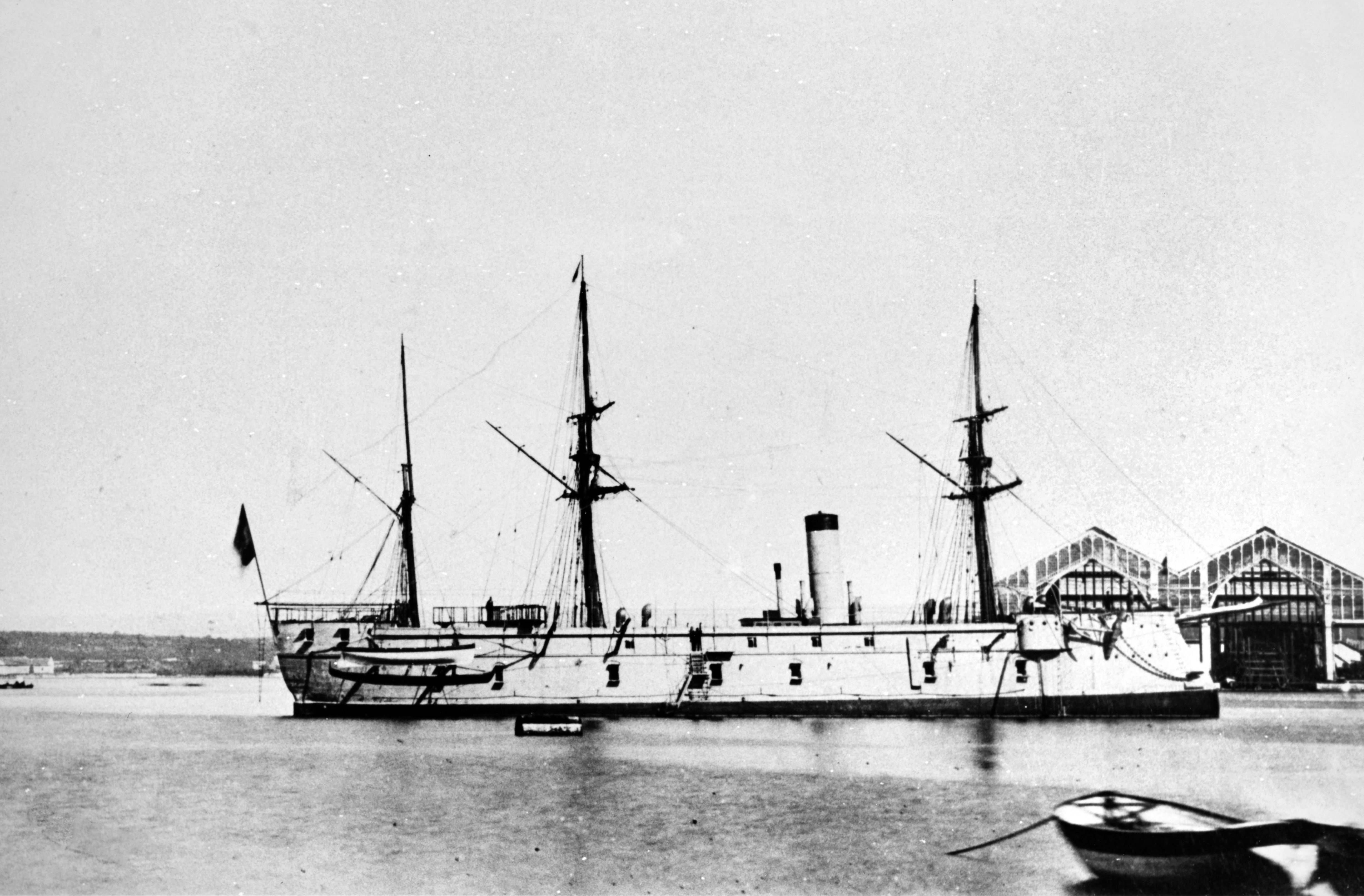
1867年重新舾装后停泊在港湾的“德拉赫”号

自1859年法国“光荣”号铁甲舰下水开始，欧洲各主要强国为适应巡防舰的发展，提升舰队现代化程度而开始实施一系列海军建设计划。奥地利海军在海军司令费迪南·马克西米连大公的指挥下，于1860年订购了首批两艘舰只，以响应意大利开建的两艘强大级铁甲舰。“德拉赫”号和“火蜥蜴”号由奥地利海军的主要缔造者约瑟·冯·洛马柯设计，由的里雅斯特港的第里雅斯特技术工厂建造。作为小型船旁列炮铁甲舰，两舰都装备有28门大炮。该舰级为马克斯皇帝级以及费迪南德·马克斯大公级等舰级的设计奠定了基础，后两个舰级的舰只构成了利萨海战中奥地利舰队的核心。
在1864年普丹战争期间，尽管丹麦舰队一直徘徊在北海和波罗的海海域，这两舰还是被留在亚得里亚海奥地利水域，以防范丹麦可能从这里发动的攻击。在两年后对抗普鲁士与意大利的七周战争中，“德拉赫”号与“火蜥蜴”号在威廉·冯·特格特霍夫的率领下在与意大利皇家海军的对战中取得决定性胜利。在战斗中，“德拉赫”号重创了意大利岸防舰“帕莱斯特罗”号，其自身也在意方炮火下严重受损。“火蜥蜴”号并未在此次战斗中受到严重损伤。战后，两舰都接受了现代化改造。1875年时，“德拉赫”号的木质舰体已经严重腐烂，因此被退役。同年，“火蜥蜴”号被降格为港口警备舰，直到1883年被改为废船，最终在1896年被拆解出售。
| 舰名                  | 主炮                          | 装甲           | 排水量                 | 推进器 | 服役          | 服役          | 服役       | 服役       |
| 舰名                  | 主炮                          | 装甲           | 排水量                 | 推进器 | 开建          | 下水          | 完工       | 结局       |
| --------------------- | ----------------------------- | -------------- | ---------------------- | --- | ------------- | ------------- | ---------- | ---------- |
| “德拉赫”号  | 10门48磅滑膛炮 18门24磅膛线炮 | 115（4.5英寸） | 3,110長噸（3,160公噸） | 1具螺旋桨，1台蒸汽机， 10.5節（19.4每小時；12.1英里每小時），1,842至2,060匹指示馬力（1,374至1,536千瓦特） | 1861年2月18日 | 1861年9月9日  | 1862年11月 | 1883年拆解 |
| “火蜥蜴”号  | 10门48磅滑膛炮 18门24磅膛线炮 | 115（4.5英寸） | 3,110長噸（3,160公噸） | 1具螺旋桨，1台蒸汽机， 10.5節（19.4每小時；12.1英里每小時），1,842至2,060匹指示馬力（1,374至1,536千瓦特） | 1861年2月     | 1861年8月22日 | 1862年5月  | 1896年拆解 |

### 马克斯皇帝级（1862年）

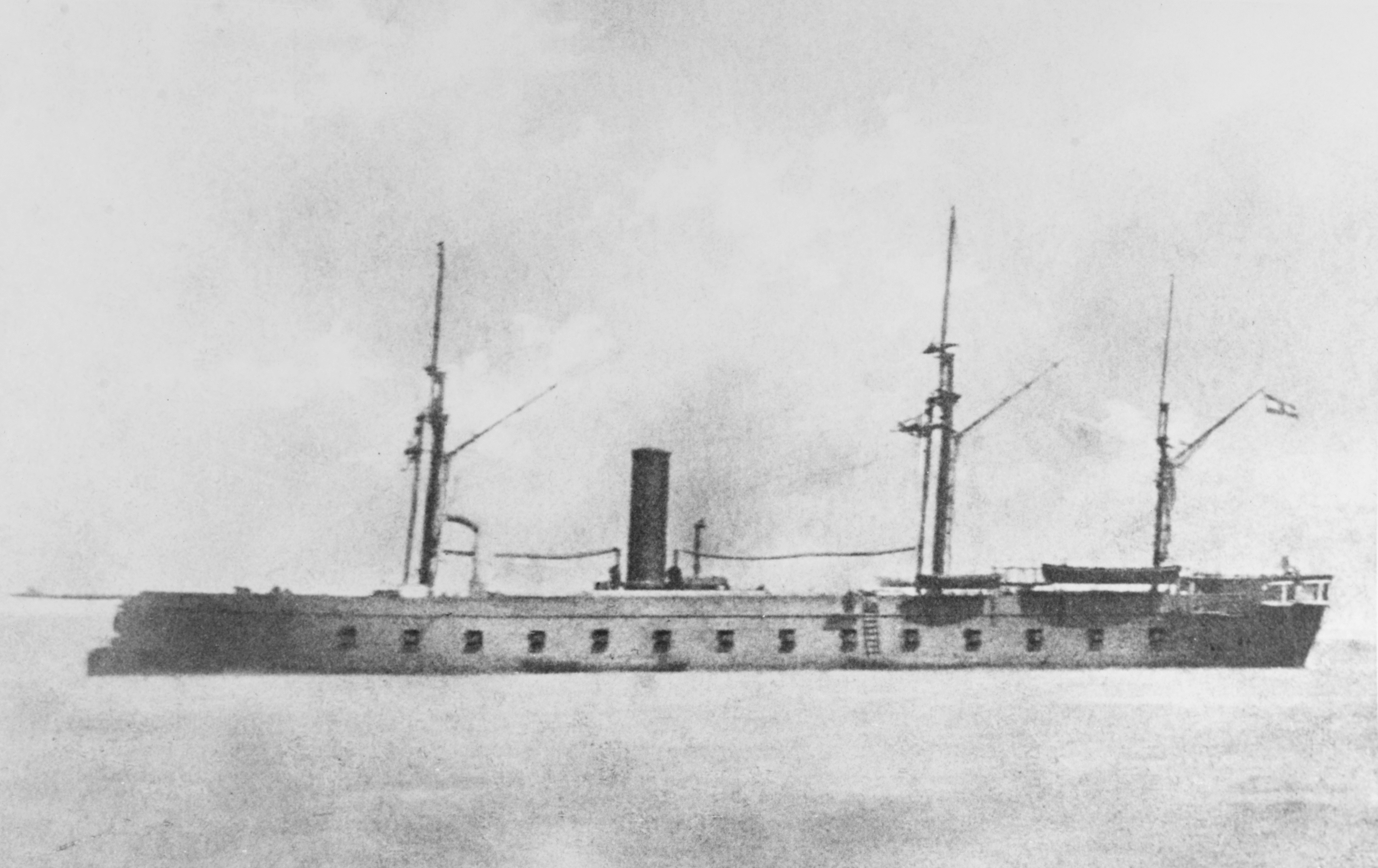
“马克斯皇帝”号插图，c.1866年

奥地利主要的海上对手、新统一的意大利王国在1860年代初开始了一项铁甲舰建造计划。意大利声称奥地利帝国部分重要地区在历史上都应是意大利人的领地，因此旗下海军的扩张对奥地利构成了直接威胁。为了应对意大利的军事扩张，费迪南德·马克斯大公在1861年又订购了三艘铁甲舰，由洛马柯负责在德拉赫级的基础上进行设计。新一批铁甲舰在前级的设计基础上进行了渐进式的升级，配备有更强劲的动力系统（因此获得了更高的航速）以及更多的火炮。本级舰的造舰合同由曾负责德拉赫级建造的第里雅斯特技术工厂获得。然而最终本级舰只被证明设计有缺陷，十分不稳定且在经过1867年的大规模改装后依然无法彻底纠正。
“奥地利的胡安”号在第二次石勒苏益格战争期间被部署在北海海域，但由于就位时间过晚而错过了与丹麦军队的直接冲突。之后，本级三舰参加了七周战争。在利萨海战中，“马克斯皇帝”号是特格特霍夫舰队中最早发现意大利海军舰队的舰只之一。在这场海战中，本级三舰与意军进行了激烈的混战，但因舰上敷设装甲板足以抵抗敌方炮火，三舰都没有受到严重的损伤。由于战后议会对于海军事务的热情降低，导致海军预算下降，三舰都没有被被积极运作。1870年代初期，本级三舰因养护疏失导致都处于无法使用的状态。为此，时任海军指挥官波克设法获得了重建这几艘舰只的资金。最终这三舰在1873年被拆解，仅有推进器、装甲板等部件被留下来用在后期建造的新舰上。
| 舰名                        | 主炮                  | 装甲           | 排水量                 | 推进器                                                                                   | 服役       | 服役          | 服役      | 服役       |
| 舰名                        | 主炮                  | 装甲           | 排水量                 | 推进器                                                                                   | 开建       | 下水          | 完工      | 结局       |
| --------------------------- | --------------------- | -------------- | ---------------------- | ---------------------------------------------------------------------------------------- | ---------- | ------------- | --------- | ---------- |
| “马克斯皇帝”号    | 16门48磅炮 15门24磅炮 | 110（4.3英寸） | 3,588長噸（3,646公噸） | 1具轴，1台蒸汽机， 11.4節（21.1每小時；13.1英里每小時）， 1,926匹指示馬力（1,436千瓦特） | 1861年10月 | 1862年3月14日 | 1863年    | 1873年拆解 |
| “欧根亲王”号      | 16门48磅炮 15门24磅炮 | 110（4.3英寸） | 3,588長噸（3,646公噸） | 1具轴，1台蒸汽机， 11.4節（21.1每小時；13.1英里每小時）， 1,926匹指示馬力（1,436千瓦特） | 1861年10月 | 1862年7月26日 | 1863年    | 1873年拆解 |
| “奥地利的胡安”号  | 16门48磅炮 15门24磅炮 | 110（4.3英寸） | 3,588長噸（3,646公噸） | 1具轴，1台蒸汽机， 11.4節（21.1每小時；13.1英里每小時）， 1,926匹指示馬力（1,436千瓦特） | 1861年10月 | 1862年6月14日 | 1863年3月 | 1873年拆解 |

### 费迪南·马克斯大公级

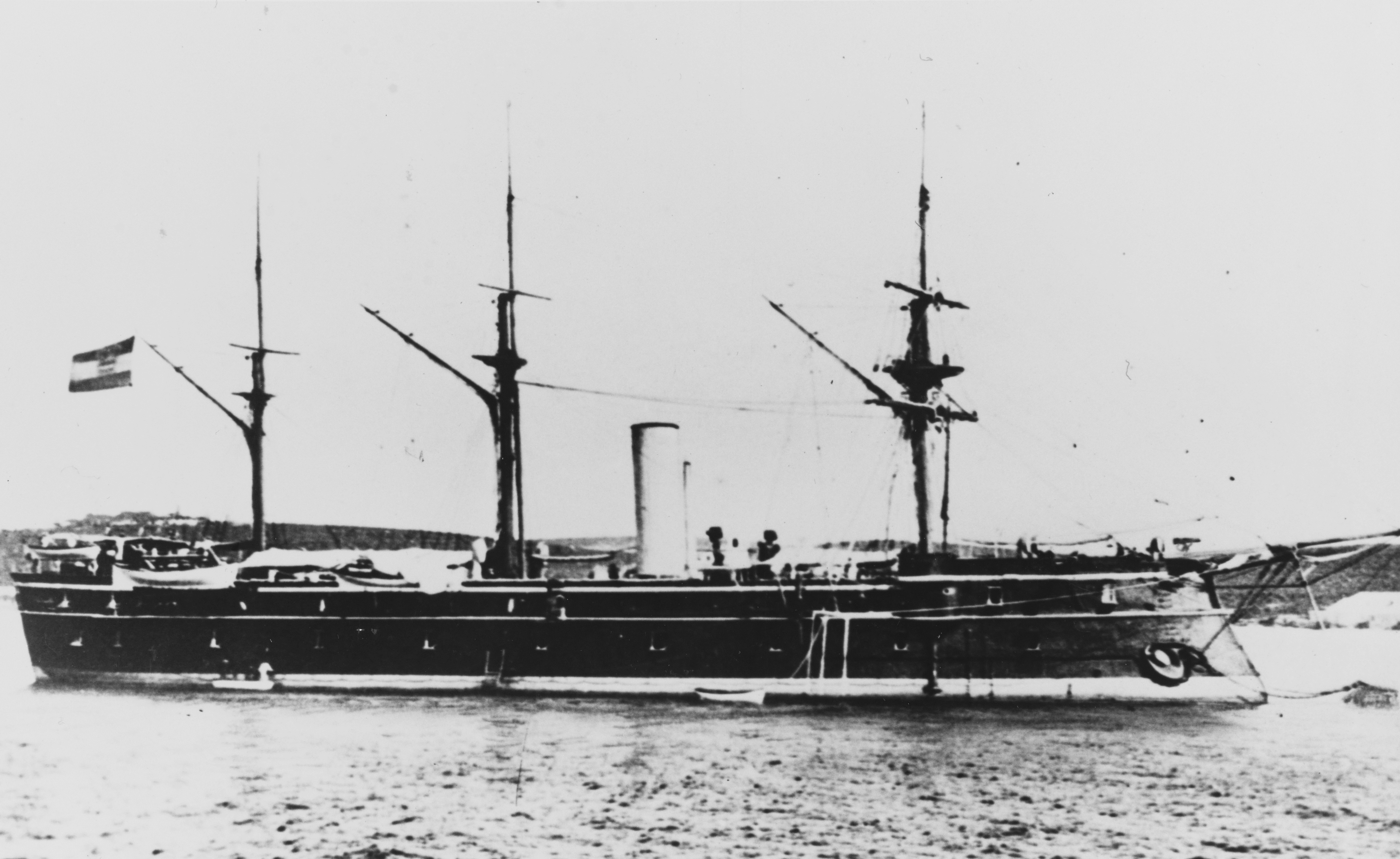
“费迪南·马克斯大公”号在1880年后的某个时间

作为奥地利海军第一代铁甲舰的最后一批，费迪南·马克斯大公级比起此前的五艘舰只有着显著的改进。本级舰只舰体尺寸更大，使得能够搭载32门48磅炮，火力较马克斯皇帝级有明显加强。然而随着奥匈帝国与意大利之间的紧张局势在1866年6月到达顶点，第里雅斯特技术工厂仅为这一级两舰安装了16门48磅火炮就匆忙完成建造作业并交货。随着七周战争的爆发，两舰被仓促投入使用。然而，因奥地利的战败导致对海军事务的热情下降，使得这些舰只再1870年代初被搁在一边，并未再获得预定装备武装所需的资金拨付。直到1870年到中期，7英寸（180）阿姆斯特朗炮才得以上舰安装。
两舰都参加了利萨海战，其中作为舰队旗舰的“费迪南·马克斯大公”号更是以撞角击沉了意大利皇家海军铁甲舰“意大利国王”号。其姊妹舰“哈布斯堡”号对战局则影响甚微，且两舰在这场战斗中都没有受到重大损伤。两舰在战争后期一直处于非主力使用状态，在亚得里亚附近海域执行巡逻任务。而战争结束后，因海军预算的大幅缩水，两舰都被解除武装降格为次要角色。奥匈帝国时期，“费迪南·马克斯大公”号改为负责炮术训练和演习任务的供应舰，期间两次更新舰载武装。而“哈布斯堡”号则成为了奥匈帝国海军主基地普拉港的警备舰和军营船，最终在1896年被拆解出售。“费迪南·马克斯大公”号在1886年被转入二线部队后一直留存在奥匈帝国海军中并在1889年到1908年期间被作为射击训练舰。1916年“费迪南·马克斯大公”号最终也被拆解。
| 舰名                             | 主炮       | 装甲           | 排水量                 | 推进器                                                                                     | 服役         | 服役          | 服役      | 服役       |
| 舰名                             | 主炮       | 装甲           | 排水量                 | 推进器                                                                                     | 开建         | 下水          | 完工      | 结局       |
| -------------------------------- | ---------- | -------------- | ---------------------- | ------------------------------------------------------------------------------------------ | ------------ | ------------- | --------- | ---------- |
| “费迪南·马克斯大公”号  | 16门48磅炮 | 123（4.8英寸） | 5,130長噸（5,210公噸） | 1具轴，1台蒸汽机， 12.54節（23.22每小時；14.43英里每小時），2,925匹指示馬力（2,181千瓦特） | 1863年5月6日 | 1865年5月24日 | 1866年7月 | 1916年拆解 |
| “哈布斯堡”号           | 16门48磅炮 | 123（4.8英寸） | 5,130長噸（5,210公噸） | 1具轴，1台蒸汽机， 12.54節（23.22每小時；14.43英里每小時），2,925匹指示馬力（2,181千瓦特） | 1863年6月    | 1865年6月26日 | 1866年7月 | 1898年拆解 |

## 中央炮房铁甲舰

### “利萨”号

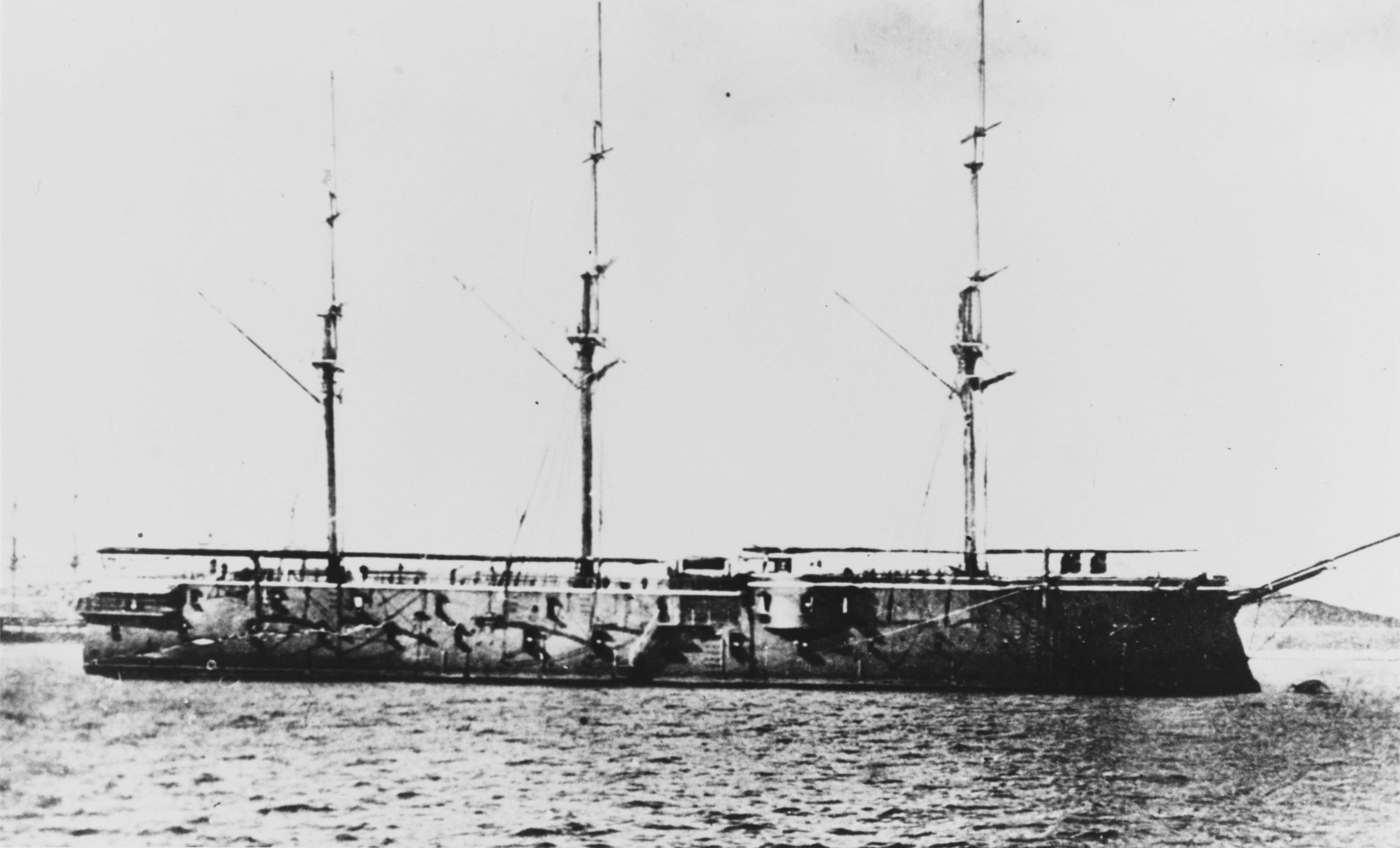
1875年前的“利萨”号

“利萨”号是经过利萨海战后，奥匈帝国建造的第二代铁甲舰中的第一艘。在是次战役中，奥地利指挥官特格特霍夫为了弥补己方军舰数量上的劣势，对意大利舰队采用了强调进攻性的撞击战术。这一战术使得传统的强调向两侧开炮的舷侧炮难以发挥作用，而新诞生的炮廓式铁甲舰则很好的解决了这个问题。新式设计将舰炮组集中在舰体中央部分的炮廓内，不光减少了装甲防护规模从而减轻了整体重量，还允许炮位偏向一定的角度，使得舰炮可以向前向后开火。尽管在此之前的战争中输给了普鲁士，奥匈帝国还是从普鲁士克虏伯公司为本舰订购了升级用的后膛炮。
因预算紧缺，本舰在的里雅斯特的建造进度大幅延期，这也进一步影响了本舰后期的服役生涯。在整个19世纪70年代，本舰虽然名义上归属铁甲舰分舰队，但实际一直都处于预备役状态。这一时期唯一被记录的事件是1872年舰上发生的一场大火。1880年，人们发现该舰的舰体已经严重腐烂，因此被停靠进干船坞拆解并重新替换损坏的木制部分。整修工程结束后，本舰再次回到舰队中，并一直服役到1888年。“利萨”号最终在1892年被从海军中除籍，并在1893年至1895年之间被拆解。
| 舰名                | 主炮                 | 装甲           | 排水量                 | 推进器                                                                                      | 服役          | 服役          | 服役      | 服役       |
| 舰名                | 主炮                 | 装甲           | 排水量                 | 推进器                                                                                      | 开建          | 下水          | 完工      | 结局       |
| ------------------- | -------------------- | -------------- | ---------------------- | ------------------------------------------------------------------------------------------- | ------------- | ------------- | --------- | ---------- |
| “利萨”号  | 12门9英寸（229）舰炮 | 152（6.0英寸） | 7,086長噸（7,200公噸） | 1具轴，1台蒸汽机， 12.83節（23.76每小時；14.76英里每小時）， 3,619匹指示馬力（2,699千瓦特） | 1867年6月27日 | 1869年2月25日 | 1871年5月 | 1893年拆解 |

### “库斯托扎”号

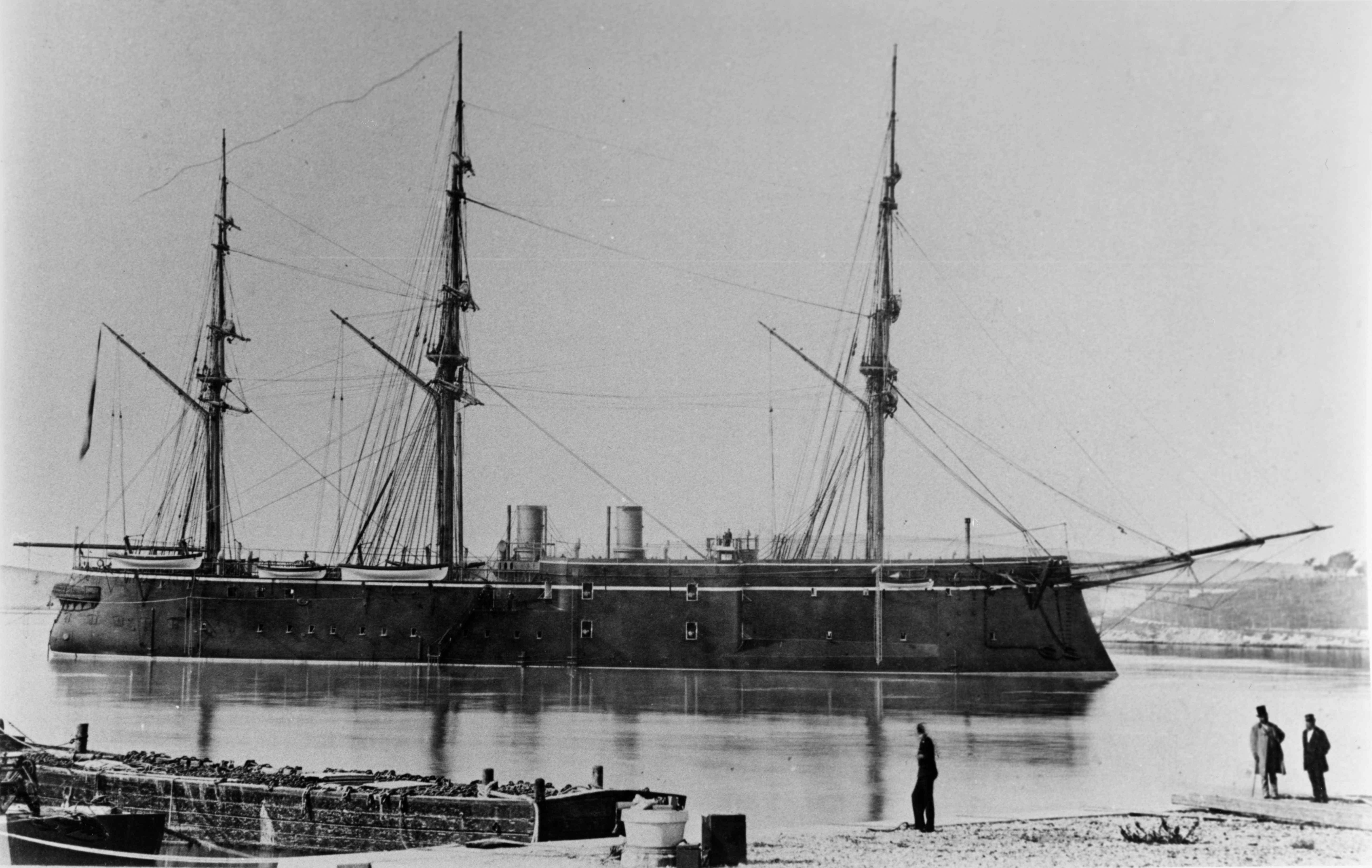
停靠在港口的“库斯托扎”号

“库斯托扎”号是特格特霍夫设计的第二代造舰计划中的第二艘，同样由洛马柯设计并由第里雅斯特技术工厂建造。洛马柯在设计本舰时采用了与“利萨”号相同的基本设计，并在此基础上略作改进。本舰装备有8门10英寸（250）重型主炮组，相比较而言“利萨”号装备的则是12门9英寸（230）主炮。这些火炮被安装在舰体中部双层炮郭中，每层都有4门。这一设计使得本舰同时可以有4门炮向前方射击，相较于“利萨”号仅有两门。本舰舰体设计上的铁壳是在奥匈帝国海军在主力舰只中的首次尝试。在服役期间，本舰的速度很快，机动性很强，但是事实证明，其设计已经过时了。这与其说是洛马柯的失误，不如说是那个时期海军技术发展过于快速的结果。到1875年“库斯托扎”号开始服役的时候，意大利已经建造了两艘非常强大的卡约·杜里奥级炮塔舰，装备有四门17.7英寸（450）舰炮。然而，“库斯托扎”号以及同时期建造的类似的“阿尔布莱希特大公”号，则是1876年开建的铁甲舰“特格特霍夫”号的前身。
与奥匈帝国的其他铁甲舰队一样，“库斯托扎”号在1870年代一直处于闲置状态。1880年“库斯托扎”号参加了旨在迫使奥斯曼帝国按照1878年柏林会议达成条款将乌尔齐尼转让给黑山公国的一场国际海军威慑行动。1888年，本舰也参加了巴塞罗那世博会的开幕式。1902年至1914年间，该舰被作为训练舰。1917年一战爆发后，本舰被改装为军营船一直到1920年被作为战利品偿付给意大利并在随后立刻被拆解。
| 舰名                    | 主炮                | 装甲           | 排水量                       | 推进器                                                                                     | 服役           | 服役          | 服役      | 服役       |
| 舰名                    | 主炮                | 装甲           | 排水量                       | 推进器                                                                                     | 开建           | 下水          | 完工      | 结局       |
| ----------------------- | ------------------- | -------------- | ---------------------------- | ------------------------------------------------------------------------------------------ | -------------- | ------------- | --------- | ---------- |
| “库斯托扎”号  | 8门10英寸（26）舰炮 | 229（9.0英寸） | 7,730.99長噸（7,855.05公噸） | 1具轴，1台蒸汽机， 13.75節（25.47每小時；15.82英里每小時），4,158匹指示馬力（3,101千瓦特） | 1869年11月17日 | 1872年8月20日 | 1875年2月 | 1920年拆解 |

### “阿尔布莱希特大公”号

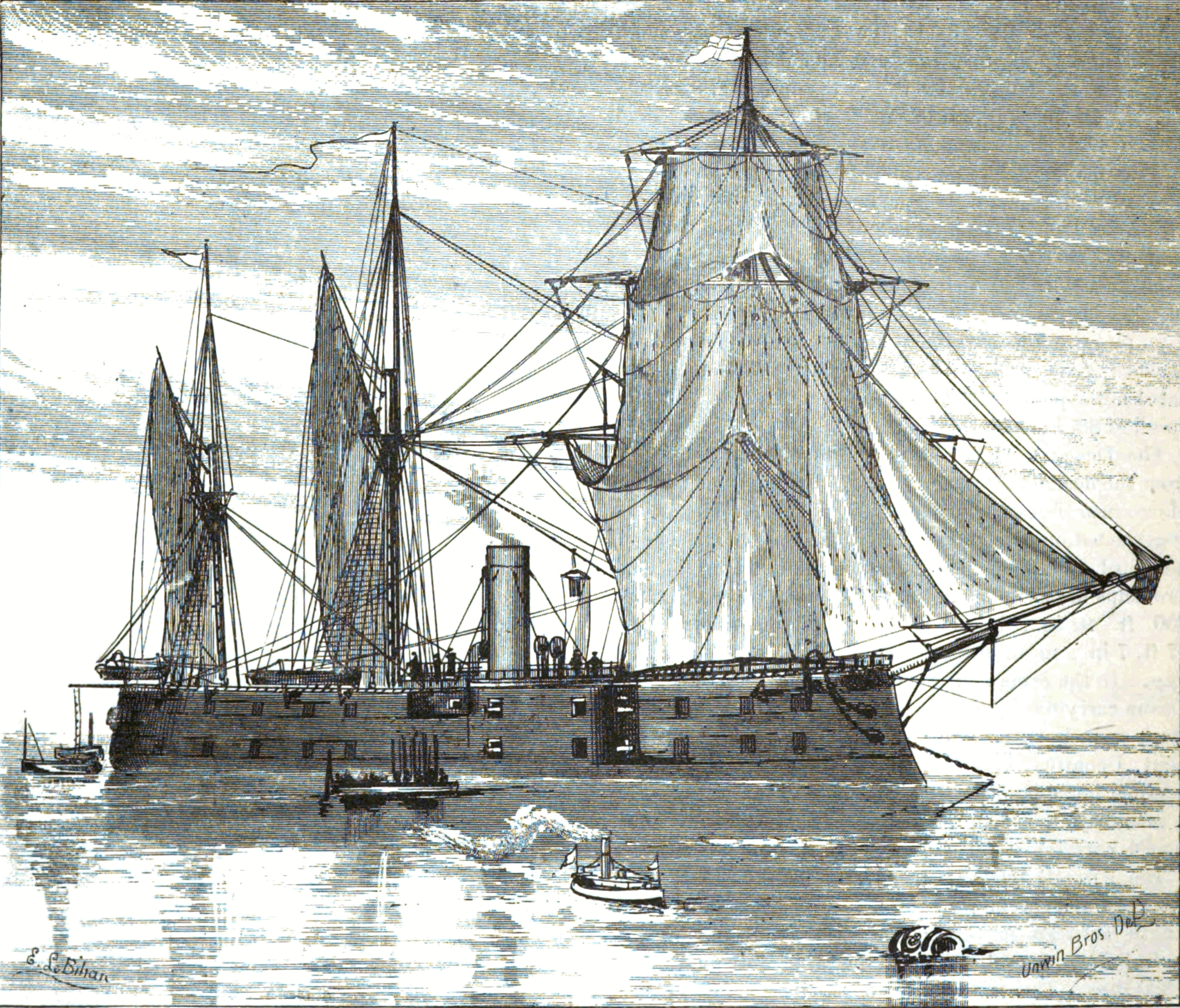
1886年“阿尔布莱希特大公”号张帆时的插图

“阿尔布莱希特大公”号与“库斯托扎”号同样在1869年被下订单。然而由于预算限制，洛马柯不得不采用稍小且更为便宜的设计来建造该舰。“阿尔布莱希特大公”号也是在第里雅斯特技术工厂建造，与“库斯托扎”号有着相同的铁制炮郭，但装甲比后者更薄，装备的9.4英寸（24）炮也比后者口径更小，但炮位布局却是一样的。因此，与“库斯托扎”号一样，本舰建造时就被认为设计已经过时。由于长期低廉的造舰预算使得奥匈帝国海军难以按时向英国供应商支付装甲板的费用，从而影响了本舰的工期。
与奥匈帝国海军舰队中的其他数艘舰只一样，“阿尔布莱希特大公”号在19世纪70年代停止服役，直到1881年为协助镇压科托尔湾附近的叛乱而被再次启用。在这次行动中，该舰与其他几艘一同炮击了叛军据点。在整个19世纪80年代，本舰仅在1887年和1889年参加了训练演习，除此之外再无其他活动。1908年该舰被更名为“喷火”号（Feuerspeier），并改装为射击训练舰。1915年又被改为兵营船供U型潜艇舰员使用。第一次世界大战后，本舰被作为战利品划归意大利并更名为“布塔福科”号（Buttafuoco）。在1950年报废之前一直被用作仓储舰，很可能是奥匈帝国所建造的存续时间最久的铁甲舰。
| 舰名                            | 主炮                 | 装甲           | 排水量                 | 推进器                                                                                     | 服役         | 服役          | 服役      | 服役                     |
| 舰名                            | 主炮                 | 装甲           | 排水量                 | 推进器                                                                                     | 开建         | 下水          | 完工      | 结局                     |
| ------------------------------- | -------------------- | -------------- | ---------------------- | ------------------------------------------------------------------------------------------ | ------------ | ------------- | --------- | ------------------------ |
| “阿尔布莱希特大公”号  | 8门9.4英寸（24）舰炮 | 203（8.0英寸） | 5,980長噸（6,080公噸） | 1具轴，1台蒸汽机， 12.84節（23.78每小時；14.78英里每小時），3,969匹指示馬力（2,960千瓦特） | 1870年6月1日 | 1872年4月24日 | 1874年6月 | 赔偿给意大利，1950年解体 |

### “皇帝”号

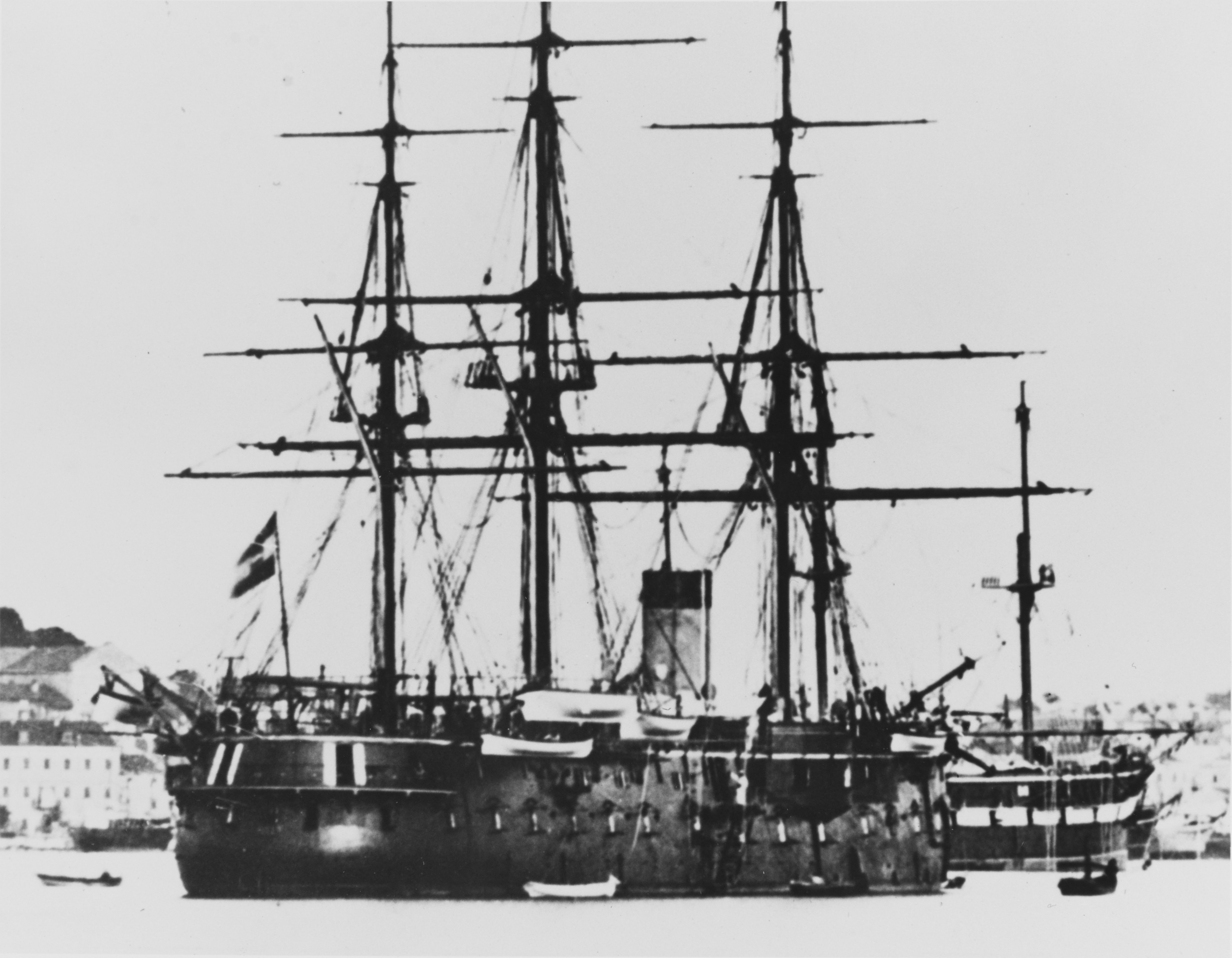
重建为露炮台舰后的“皇帝”号

“皇帝”号最初是一艘建于1850年代的百门火炮木质战列舰，该舰也是奥地利海军旗下唯一的螺旋桨驱动木质战列舰。该舰设计思想来源于英国炮舰“阿伽门农”号并在法国风帆战列舰“阿尔赫西拉斯”号的基础上增加了舰体尺寸和舰炮口径。该舰由波拉海军兵工厂建造，曾作为世界上最后一艘参加海战的铁甲舰参加了利萨海战。在是次战斗中，该舰曾近距离与5艘意大利舰只进行对战并被对方炮火严重损坏。与此同时，意大利海军“铁锤”号也遭到本舰的重创。作为特格特霍夫在利萨海战后军事扩张计划的一部分，该舰得以获得资金进行现代化改造。于是，该舰在1869年被拖进干船坞以重建为一艘中央炮房铁甲舰。然而与同期配备克虏伯后膛炮的新造舰只不同，该舰重建时装备的是10门9英寸（230）23磅前装阿姆斯特朗炮。此外还有6门8磅炮作为副炮组。
由于长期长期以来的预算不足以及工程师们试图提高本舰极低的航速，“皇帝”号在1870年代离开现役。1876年，该舰被安装上一个新的螺旋桨，使其航速提升一节多，而1880年又被安装上了新的锅炉。1893年，奥匈帝国海军认定该舰没有保留价值，遂在两年后与委内瑞拉谈判将其出售给后者，然而最终无果。1901年到1902年间，本舰被改装为一艘成军营船，并在第一次世界大战期间更名为“贝罗那”号（Bellona）再度入役。一战后意大利获得了本舰，但最终命运不得而知。
| 舰名                | 主炮                 | 装甲           | 排水量                 | 推进器                                                     | 服役                       | 服役   | 服役                   | 服役                   |
| 舰名                | 主炮                 | 装甲           | 排水量                 | 推进器                                                     | 开建                       | 下水   | 完工                   | 结局                   |
| ------------------- | -------------------- | -------------- | ---------------------- | ---------------------------------------------------------- | -------------------------- | ------ | ---------------------- | ---------------------- |
| “皇帝”号  | 10门9英寸（230）舰炮 | 6.0英寸（150） | 5,720長噸（5,810公噸） | 1具轴，1台蒸汽机， 11.55節（21.39每小時；13.29英里每小時） | 1869年2月2日（干船坞重建） | 1871年 | 1873年12月（重建完成） | 赔偿给意大利，结局未知 |

### 马克斯皇帝级（1875年）

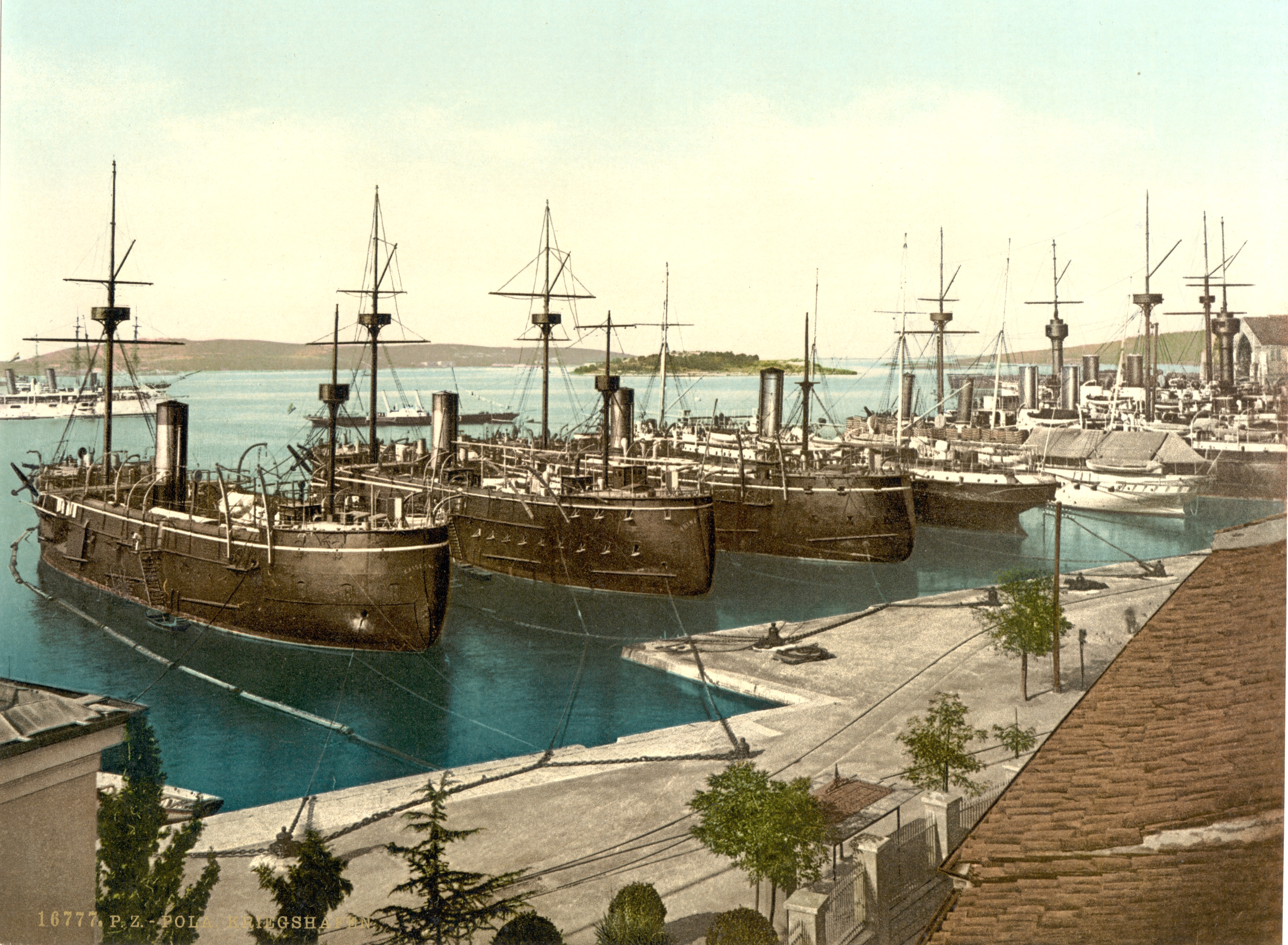

在特格特霍夫于1871年去世时，还未能获得足够的资金以支持符合其战略思想的长期海军建设计划。然而事实证明其继任者弗里德里希·冯·波克在说服议会以获得资金支持这一方面更不成功。尽管如此，波克还是在其任期期间设法加强奥匈帝国海军现代化建设。他的首次成功便是说服议会将严重腐烂的三艘马克斯皇帝级铁甲舰进行重建。实际上老的马克斯皇帝级铁甲舰上仅有发动机（不含锅炉）、部分装甲板以及配件等被用在新舰的建造上。这三艘新铁甲舰的建造被证明是一项极为经济的投资，成本与“阿尔布莱希特大公”号铁甲舰相近。洛马柯将这三舰重新设计成为了小型的露炮台舰。与早期露炮台舰不同，本级舰只装备的8门8.3英寸（21）炮只能向前射击而不能转向后方。此外，本级舰在水线装甲带上使用贝塞麦钢而不是早期舰只所用的熟铁。
“马克斯皇帝”号与“奥地利的胡安”号都由第里雅斯特技术工厂建造，而“欧根亲王”号则是在普拉的海军兵工厂建造。1881年，“欧根亲王”号与“库斯托扎”号一道参加了对奥斯曼帝国的威慑行动。1888年时，本级三舰一同在巴塞罗那世博会期间对西班牙进行了访问。19世纪末20世纪初时，三舰被从海军序列中除籍以减少军费开支。“马克斯皇帝”号和“奥地利的胡安”号被改为军营船，而“欧根亲王”号则被更名为“伏尔铿”号（Vulkan）并改装为修理船。一战期间，三舰被重新启用入役。战后，意大利俘获了这三艘舰只，但在正式移交之前，“奥地利的胡安”号蹊跷的沉没了。尽管意大利对剩下的两舰仍不放弃，但最终签署的条约还是将它们划给了塞尔维亚人、克罗地亚人和斯洛文尼亚人王国。“伏尔铿”号最终的命运未知，而“马克斯皇帝”号则被更名为“蒂瓦特”号（Tivat），可能在1924年左右被报废拆解。也有记载称该舰在二战期间被意大利俘获但最终下落不明。
| 舰名                        | 主炮                  | 装甲           | 排水量                 | 推进器                                                     | 服役          | 服役           | 服役           | 服役                                                       |
| 舰名                        | 主炮                  | 装甲           | 排水量                 | 推进器                                                     | 开建          | 下水           | 完工           | 结局                                                       |
| --------------------------- | --------------------- | -------------- | ---------------------- | ---------------------------------------------------------- | ------------- | -------------- | -------------- | ---------------------------------------------------------- |
| “马克斯皇帝”号    | 8门8.3英寸（210）舰炮 | 8.0英寸（200） | 3,548長噸（3,605公噸） | 1具轴，1台蒸汽机， 13.28節（24.59每小時；15.28英里每小時） | 1874年2月14日 | 1875年12月28日 | 1876年10月26日 | 割让给塞尔维亚、克罗地亚与斯洛文尼亚王国，可能在1924年解体 |
| “奥地利的胡安”号  | 8门8.3英寸（210）舰炮 | 8.0英寸（200） | 3,548長噸（3,605公噸） | 1具轴，1台蒸汽机， 13.28節（24.59每小時；15.28英里每小時） | 1874年2月14日 | 1875年10月25日 | 1876年6月26日  | 1919年沉没                                                 |
| “欧根亲王”号      | 8门8.3英寸（210）舰炮 | 8.0英寸（200） | 3,548長噸（3,605公噸） | 1具轴，1台蒸汽机， 13.28節（24.59每小時；15.28英里每小時） | 1874年10月    | 1877年9月7日   | 1878年11月     | 被意大利俘获，结局未知                                     |

### “特格特霍夫”号

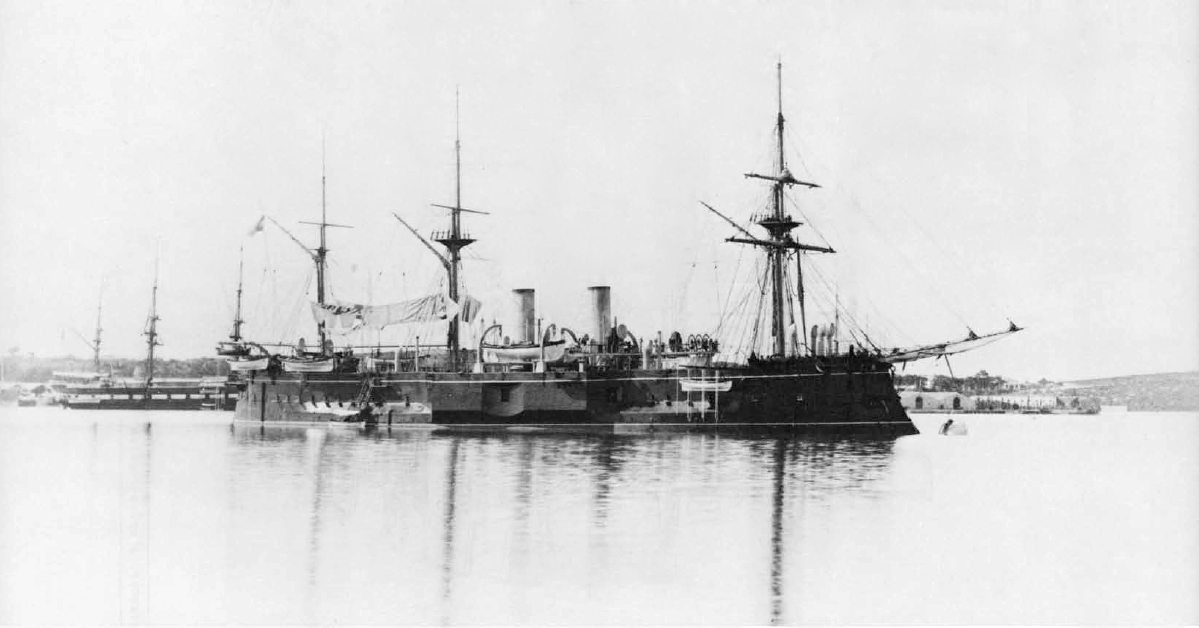
19世纪80年代后期在波拉河的“特格特霍夫”号

1875年，波克又获得了一艘新舰的建造批文，这就是洛马柯设计的最后一艘铁甲舰。该舰以波克的前任特格特霍夫命名，是波克十一年任期中唯一一艘全新建造的铁甲舰。与早期的舰只一样，由于奥匈帝国工业基础的不足，必须从国外订购关键零部件。其中，舰体装甲所用的钢材来自英国，舰炮则由德国的克虏伯公司统一制造。“特格特霍夫”号在中央炮郭内安装有6门11.0英寸（280）舰炮。在第里雅斯特技术工厂建造时，本舰一度曾是奥匈帝国中最大的舰只。然而，为了保持较低的成本，本舰被使用比国外炮台舰更小的规格和过时的设计。
服役初期“特格特霍夫”号一直饱受引擎问题困扰而无法持续运作。虽在1880年代被配属至现役舰队中服役，舰员也仅能在1883年、1887年和1888年这几年保持舰载动力全功率运作。该舰在1888年参加了巴塞罗那世博会，并于1893年起开始接受现代化改装，故障引擎也最终被更换为德制引擎。1897年，“特格特霍夫”号改为波拉河上的内河护卫舰。1908年，奥匈帝国政府计划将本舰连同“鲁道夫皇储”号和“斯蒂芬妮大公妃”号一起出售给乌拉圭，但最终交易未能达成。1912年，本舰被更名为“火星”号，并在1917年改为训练舰。1918年一战结束后，本舰被作为战争偿付品给了意大利，并最终在1920年拆解报废。
| 舰名                      | 主炮                   | 装甲                    | 排水量                 | 推进器                                                                                | 服役         | 服役           | 服役         | 服役                     |
| 舰名                      | 主炮                   | 装甲                    | 排水量                 | 推进器                                                                                | 开建         | 下水           | 完工         | 结局                     |
| ------------------------- | ---------------------- | ----------------------- | ---------------------- | ------------------------------------------------------------------------------------- | ------------ | -------------- | ------------ | ------------------------ |
| “特格特霍夫”号  | 6门11.0英寸（280）舰炮 | 230—356（9.1—14.0英寸） | 7,390公噸（7,273長噸） | 1具轴，1台复合蒸汽机， 14節（26每小時；16英里每小時），5,231匹指示馬力（3,901千瓦特） | 1876年4月1日 | 1878年10月15日 | 1882年8月5日 | 割让给意大利，1920年解体 |

## 露炮台铁甲舰

### “鲁道夫皇储”号

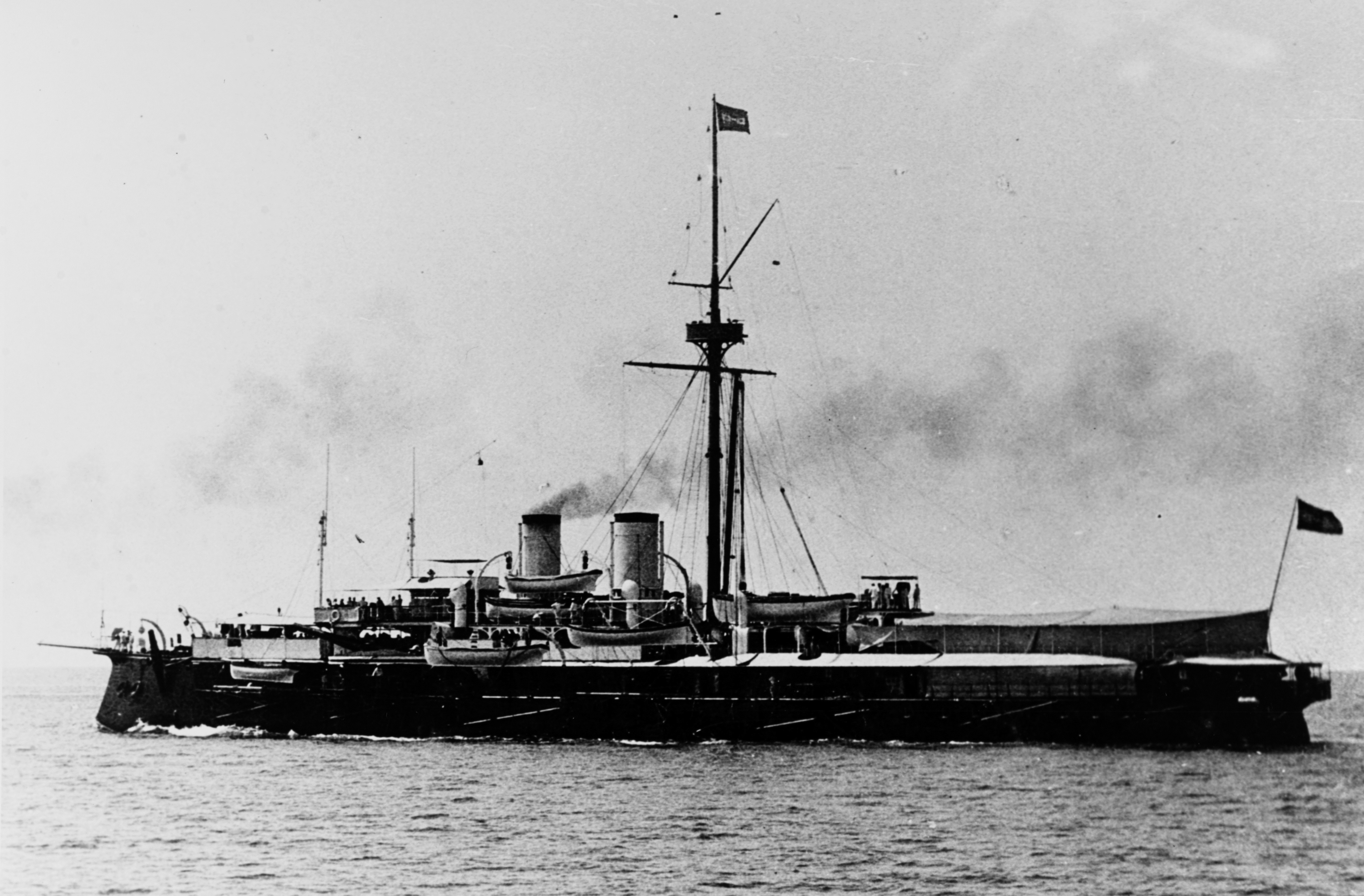
“鲁道夫皇储”号

1881年，波克再次获得资金建造一艘新的铁甲舰，以取代早已过时的“火蜥蜴”号。这就是“鲁道夫皇储”号。该舰也是奥匈帝国首艘不是由洛马柯设计的铁甲舰。该舰设计师约瑟夫·库钦卡为“鲁道夫皇储”号的设计采用了多项创新，使得该舰成为奥匈帝国海军中首艘露炮台舰，也是第一艘使用德制组合装甲的奥匈帝国主力舰。该舰装备有三门分别安装在炮座内的12.0英寸（30.5）主炮，这也是当时奥匈帝国海军舰队中最大的炮塔。此外，本舰还是奥匈帝国海军旗下首艘装备了三胀蒸汽机的主力舰，这使得其最高航速远远超过早期建造的舰只。
该舰由波拉海军兵工厂建造。入役第二年，也就是1890年，本舰就参加了一次重要的海外巡航活动，期间在包括英国、丹麦、瑞典、法国和意大利等国停留。在航行中，舰载奥匈帝国制引擎一再出现异常。1892年，该舰参加了在意大利热那亚举行的庆祝哥伦布横渡大西洋400周年的仪式。与其他许多在1860至1870年代建造的铁甲舰一样，海军造舰技术的快速发展也使得本舰在服役十多年后就变得过时。因此奥匈帝国政府在1908年计划将本舰连同“斯蒂芬妮大公妃”号以及“特格特霍夫”号一起出售给乌拉圭，然而交易最终未能生效。
本舰在第一世界大战期间被改为以卡塔罗湾为基地的岸防舰，并在1918年1月卷入了卡塔罗兵变。在本舰向蒂瓦特湾内行驶的过程中，遭到来自海岸炮的攻击导致舰上有舰员死亡并促使兵变发动群体控制的舰只逐步投降。一战结束后，本舰被南斯拉夫皇家海军接收并改名为“Kumbor”号，但仅仅服役了很短的一段时间就在1922年被报废拆解。
| 舰名                      | 主炮                   | 装甲            | 排水量                 | 推进器                                                                                      | 服役          | 服役         | 服役      | 服役                       |
| 舰名                      | 主炮                   | 装甲            | 排水量                 | 推进器                                                                                      | 开建          | 下水         | 完工      | 结局                       |
| ------------------------- | ---------------------- | --------------- | ---------------------- | ------------------------------------------------------------------------------------------- | ------------- | ------------ | --------- | -------------------------- |
| “鲁道夫皇储”号  | 3门12.0英寸（300）舰炮 | 12.0英寸（300） | 6,829長噸（6,829長噸） | 2具轴，2台三胀蒸汽机， 15.5節（28.7每小時；17.8英里每小時），6,000匹指示馬力（4,500千瓦特） | 1884年1月25日 | 1887年7月6日 | 1889年9月 | 赔偿给南斯拉夫，1922年解体 |

### “斯蒂芬妮大公妃”号
1883年波克退休后，其继任者，在利萨海战中曾是“费迪南·马克斯大公”号指挥官的马克西米利安·多布雷斯基·冯·斯坦内克也曾主张新造铁甲舰以扩充奥匈帝国舰队。然而他也没能成功的到议会拨款。为此，他仿效波克以重建马克斯皇帝级的名义来获得预算的方式，以现代化改装“费迪南·马克斯大公”号的名义获得拨款并以此建造了一艘新舰。最终该舰以“费迪南·马克斯大公代舰”号的名义在第里雅斯特技术工厂开建。然而，本舰仅是装载2门12.0英寸舰炮的“鲁道夫皇储”号缩小版。舰载动力也改回了复合蒸汽机，但航速却因此提高了整整两节。

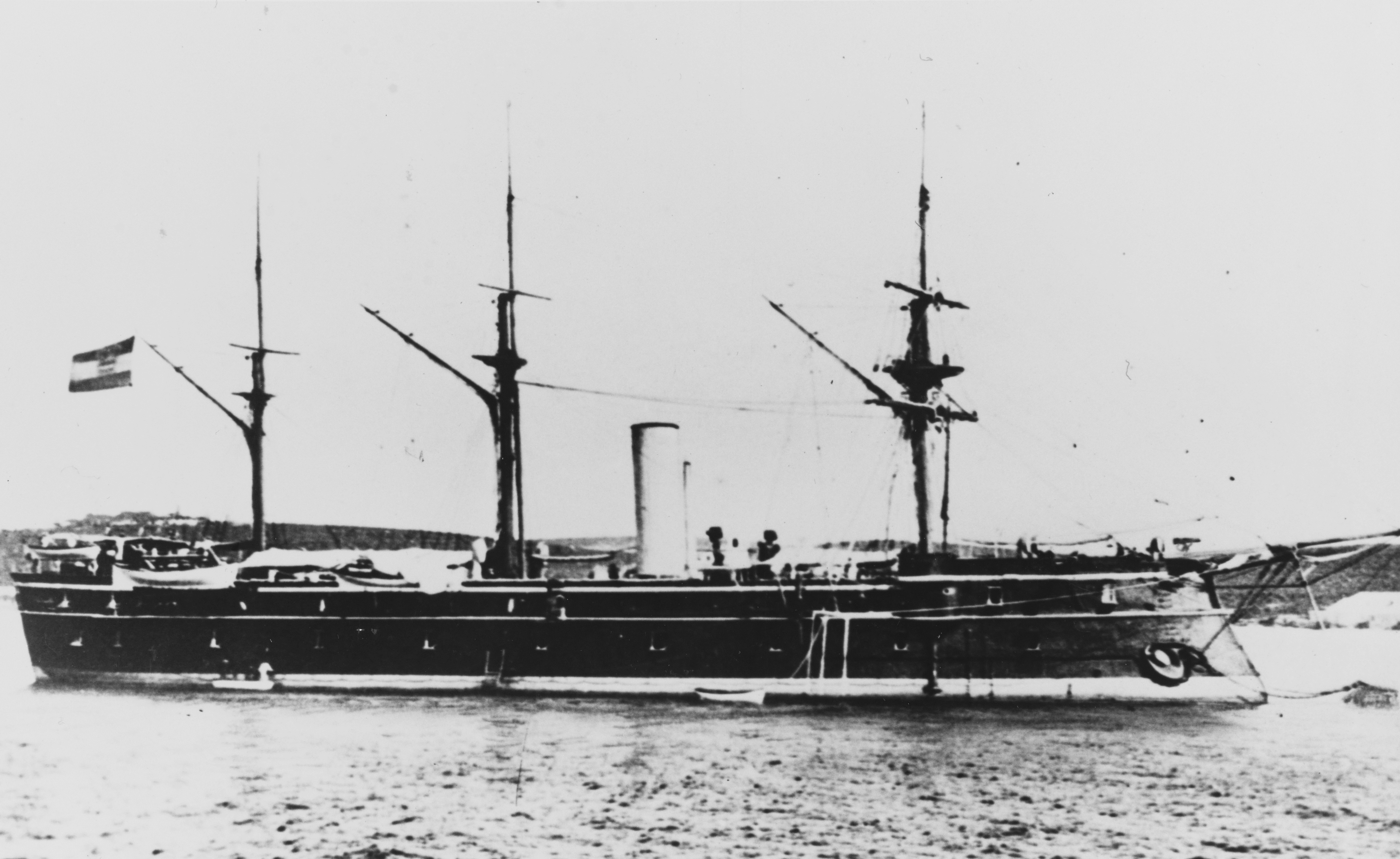
“斯蒂芬妮大公妃”号

“斯蒂芬妮大公妃”号在1889年与“鲁道夫皇储”号一同启程进行北欧巡游，并在1892年参加了纪念哥伦布的活动。1897年，本舰参加了克里特岛外的一次国际海军阅兵式。1905年退役后，该舰在1910年被改造成为水雷战学校的一艘军营船。一战后，意大利将该舰作为战利品带回，并最终在将其1926年拆解。
| 舰名                          | 主炮                   | 装甲           | 排水量                 | 推进器                                                                                | 服役           | 服役          | 服役      | 服役                     |
| 舰名                          | 主炮                   | 装甲           | 排水量                 | 推进器                                                                                | 开建           | 下水          | 完工      | 结局                     |
| ----------------------------- | ---------------------- | -------------- | ---------------------- | ------------------------------------------------------------------------------------- | -------------- | ------------- | --------- | ------------------------ |
| “斯蒂芬妮大公妃”号  | 2门12.0英寸（300）舰炮 | 229（9.0英寸） | 5,075長噸（5,075長噸） | 2具轴，2台复合蒸汽机， 17節（31每小時；20英里每小時），8,000匹指示馬力（6,000千瓦特） | 1884年11月12日 | 1887年4月14日 | 1889年7月 | 割让给意大利，1926年解体 |

## 脚注

### 引文
1. 1 2  陈悦 (2015)，第234頁.
2. ↑  李昊 (2020a)，第15頁.
3. 1 2 3  张恩东 (2018)，第250頁.
4. 1 2  郭威 (2007)，第279頁.
5. 1 2  杨颖莉 (2004)，第277頁.
6. 1 2 3 4  张恩东 (2018)，第252頁.
7. ↑  郭威 (2007)，第205頁.
8. 1 2 3 4 5 6 7 8 9 10 11  张恩东 (2018)，第254頁.
9. ↑  张黎源 (2020)，第165頁.
10. ↑  郭威 (2007)，第245頁.
11. 1 2 3  朱鸿飞 (2016)，第58頁.
12. ↑  布鲁斯·泰勒 (2021)，第265頁.
13. ↑  李昊 (2020a)，第35頁.
14. ↑  张黎源 (2020)，第222頁.
15. ↑  张恩东 (2018)，第1頁.
16. 1 2  李昊 (2020)，第57頁.
17. 1 2 3  张恩东 (2018)，第256頁.
18. 1 2 3 4  张恩东 (2018)，第257頁.
19. ↑  顾慧丽 (1998)，第115頁.
20. ↑  郭威 (2007)，第122頁.
21. ↑  西风 (2019)，第226頁.
22. ↑  郭威 (2007)，第204頁.
23. 1 2 3 4 5 6  张恩东 (2018)，第258頁.
24. ↑  张恩东 (2018)，第260頁.
25. ↑  郭威 (2007)，第256頁.
26. ↑  西风 (2019)，第316頁.
27. ↑  布鲁斯·泰勒 (2021)，第287頁.
28. 1 2  阿廖沙 (2022)，第86頁.
29. ↑  阿廖沙 (2022)，第79頁.
30. ↑  张恩东 (2018)，第261頁.
31. ↑  中国海军百科全书编审委员会 (1998)，第1251頁.
32. ↑  Sondhaus (1994)，第36頁.
33. ↑  Sondhaus (1994)，第36–38頁.
34. 1 2  Sondhaus (1994)，第45–46頁.
35. ↑  Sondhaus (1994)，第39頁.
36. 1 2  Sondhaus (1994)，第86–87頁.
37. ↑  徐钟 (2006)，第813頁.
38. 1 2  O'Hara, Dickson & Worth (2013)，第8頁.
39. ↑  阎京生 (2009)，第15頁.
40. 1 2 3 4 5 6 7 8 9 10 11 12 13 14 15 16 17 18 19 20 21 22 23 24 25 26 27 28 29 30 31 32 33 34 35 36  Sieche & Bilzer (1979)，第270頁.
41. 1 2 3 4 5 6 7 8 9 10  Sieche (1985)，第330頁.
42. 1 2  Sieche & Bilzer (1979)，第268–271頁.
43. ↑  Gröner (1990)，第ix頁.
44. ↑  刘萌 (2020)，第105頁.
45. 1 2  郭威 (2007)，第246頁.
46. 1 2 3 4 5 6 7 8 9 10  Sieche & Bilzer (1979)，第267頁.
47. 1 2  Pawlik (2003)，第6頁.
48. 1 2  Sondhaus (1994)，第6–7頁.
49. 1 2  Silverstone (1984)，第17頁.
50. 1 2  Sieche & Bilzer (1979)，第267–268頁.
51. 1 2  Sokol (1968)，第45–47頁.
52. ↑  Greene & Massignani (1998)，第210頁.
53. 1 2 3 4  张恩东 (2018)，第251頁.
54. ↑  顾慧丽 (1998)，第236頁.
55. 1 2  Wilson (1896)，第235–243, 245頁.
56. ↑  Silverstone (1984)，第31頁.
57. 1 2 3 4  Silverstone (1984)，第26, 31頁.
58. ↑  Sieche & Bilzer (1979)，第334–335頁.
59. 1 2 3 4 5 6 7 8 9 10 11 12 13 14 15 16 17 18 19 20 21 22 23  Sieche & Bilzer (1979)，第268頁.
60. ↑  Greene & Massignani (1998)，第210–211頁.
61. ↑  Sokol (1968)，第44頁.
62. ↑  Wilson (1896)，第230–235, 242–245頁.
63. ↑  Sieche & Bilzer (1979)，第267–268, 270頁.
64. ↑  Sondhaus (1994)，第40–41, 45–46頁.
65. 1 2 3 4 5  Wilson (1896)，第226頁.
66. ↑  Sondhaus (1994)，第8頁.
67. ↑  张恩东 (2018)，第233頁.
68. ↑  Sokol (1968)，第48頁.
69. ↑  Wilson (1896)，第236–241, 245頁.
70. ↑  Sondhaus (1994)，第1–3頁.
71. ↑  《船舶名词术语》编订组 (1979)，第9頁.
72. ↑  李昊 (2019)，第310頁.
73. ↑  《英汉舰船科技词汇》编辑组 (1975)，第304頁.
74. ↑  Sondhaus (1994)，第44–47頁.
75. ↑  Sieche & Bilzer (1979)，第17, 267, 269頁.
76. 1 2 3 4 5 6 7 8 9 10 11 12 13 14 15 16 17 18 19 20 21 22 23  Sieche & Bilzer (1979)，第269頁.
77. ↑  Sondhaus (1994)，第25頁.
78. ↑  Pawlik (2003)，第43–44頁.
79. ↑  Sondhaus (1994)，第78頁.
80. ↑  Pawlik (2003)，第43頁.
81. ↑  张恩东 (2018)，第255頁.
82. ↑  Pawlik (2003)，第81頁.
83. ↑  Dislère (1877)，第24–25頁.
84. ↑  张恩东 (2018)，第239頁.
85. ↑  Sieche & Bilzer (1979)，第340頁.
86. ↑  Dislère (1877)，第24頁.
87. ↑  Sondhaus (1994)，第65頁.
88. ↑  Sondhaus (1994)，第107–108頁.
89. ↑  Pawlik (2003)，第103頁.
90. 1 2 3 4  Greger (1976)，第137頁.
91. ↑  Pawlik (2003)，第91頁.
92. ↑  Scheltema de Heere (1973)，第30–31頁.
93. ↑  Sondhaus (1994)，第25–26頁.
94. ↑  Sondhaus (1994)，第65, 83頁.
95. ↑  Pawlik (2003)，第83頁.
96. ↑  "Foreign Items"，第913頁.
97. ↑  Pawlik (2003)，第90頁.
98. ↑  郭威 (2007)，第113頁.
99. ↑  张恩东 (2020)，第149頁.
100. ↑  Lambert (1984)，第114–115頁.
101. ↑  Sokol (1968)，第26, 45–47頁.
102. ↑  Wilson (1896)，第234–236, 238–240, 244頁.
103. ↑  Sondhaus (1994)，第21頁.
104. ↑  Pawlik (2003)，第48頁.
105. ↑  Pawlik (2003)，第49–50頁.
106. ↑  Sondhaus (1994)，第100頁.
107. 1 2  Pawlik (2003)，第50, 59頁.
108. 1 2  Greger (1976)，第135頁.
109. 1 2  Brassey (1882)，第259頁.
110. ↑  Brassey (1882)，第258頁.
111. ↑  Sondhaus (1994)，第65, 107, 155頁.
112. 1 2  Vego (1982)，第347頁.
113. ↑  Sokol (1968)，第57頁.
114. ↑  Sondhaus (1994)，第37–39, 46–47頁.
115. ↑  Sokol (1968)，第60頁.
116. ↑  Sondhaus (1994)，第91, 107頁.
117. 1 2  Greger (1976)，第16頁.
118. ↑  Sondhaus (1994)，第219頁.
119. ↑  Scheltema de Heere (1973)，第30頁.
120. ↑  吴光华 (1998)，第143頁.
121. 1 2 3 4 5 6 7 8 9 10 11 12 13 14  Sieche & Bilzer (1979)，第271頁.
122. ↑  Sondhaus (1994)，第100, 112, 144, 158, 219頁.
123. ↑  Sokol (1968)，第132頁.
124. ↑  Halpern (2004)，第52–53頁.
125. ↑  Sondhaus (1994)，第318–324頁.
126. ↑  Sondhaus (1994)，第100, 112, 132, 390頁.

## 期刊来源
- . The United States Army and Navy Journal and Gazette of the Regular and Volunteer Forces. 1889, 24: 913. OCLC 1589766.

- Scheltema de Heere, R. F. Fisher, Edward C. , 编. . Warship International (Toledo: Naval Records Club, Inc.). 1973, X (1): 11–97. ISSN 0043-0374.
- Vego, Milan. . Warship International (Toledo: International Naval Research Organization). 1982, XIX (4): 342–361. ISSN 0043-0374.
- 阿廖沙.  [Austro-Hungarian Navy Before the World War Ⅰ]. 海陆空天惯性世界 = NAAS & Inertial Technology (中国惯性技术学会). 2022, (6): 78-93. CN 11-4491/O3. ISSN 1009-5497 （中文（中国大陆））.